# Министерство среднего машиностроения СССР
Министе́рство сре́днего машинострое́ния СССР (Минсредма́ш СССР, МСМ СССР; разговорное Средма́ш) — центральный орган государственного управления СССР, осуществлявший функции по управлению атомной отраслью промышленности и обеспечивавший разработку и производство ядерных боезарядов.
Образовано согласно Указу Президиума Верховного Совета СССР от 26 июня 1953 года. Постановлением Совета Министров СССР от 1 июля 1953 года на базе Первого главного управления и Третьего управления при Совмине СССР было образовано Министерство среднего машиностроения СССР. Министром среднего машиностроения был назначен В. А. Малышев. С 1957 по 1986 год, на протяжении почти 30 лет, министерство возглавлял Е. П. Славский. В постановлении Совета Министров от 29 июля 1953 года целями нового министерства были обеспечение передового положения советской науки и техники в области атомной энергии, управляемых ракет, самолетов-снарядов и ракет дальнего действия. 

## Деятельность
Предприятия министерства занимались разработкой и изготовлением ядерного оружия, проектированием и строительством транспортных средств с атомными двигательными установками: ледоколов, подводных лодок, военных судов, космических ракет и самолётов, а также производством радиоизотопных приборов и аппаратуры, строительством атомных станций.
Постановлением Совета Министров СССР от 27 июня 1989 года Министерство среднего машиностроения СССР объединено с Министерством атомной энергетики СССР в единое Министерство атомной энергетики и промышленности СССР.

## Структура
Первая структура Минсредмаша СССР была утверждена 9 июля 1953 года. Численность сотрудников министерства была установлена в 3033 человека, в том числе 583 спецприёмщика на объектах. 13 июля 1953 года министр среднего машиностроения СССР В. А. Малышев приказом № 7 утвердил штатную численность главных управлений, управлений и отделов министерства. В 1966 году КГБ при СМ СССР  для обеспечения режима секретности и безопасности  управлениям и главкам МСМ СССР были присвоены номера и изменена структура

- Главное управление горного оборудования — 136 чел.
- Главное управление металлургического оборудования — 95 чел.
- Главхимоборудование — 108 чел.
- Главприбор — 112 чел.
- Главспецмаш — 987 чел.
- Отдел транспортного машиностроения — 20 чел.
- Главпромстрой — 462 чел.
- Управление энергетического оборудования — 20 чел.
- Управление капитального строительства — 63 чел.
- Главное управление снабжения — 70 чел.
- Управление оборудования — 122 чел.
- Планово-экономическое управление — 51 чел.
- Техническое управление — 46 чел.
- Научно-технический совет № 1 — 34 чел.
- Научно-технический совет № 2 — 9 чел.
- Отдел спецприемки — 65 чел.
- Управление научно-технической информации — 15 чел.
- Управление главного механика и энергетика — 27 чел.
- Транспортное управление — 42 чел.
- Управление руководящих кадров — 56 чел.
- Управление рабочих кадров, труда и заработной платы — 34 чел.
- Финансовое управление — 15 чел.
- Центральная бухгалтерия — 22 чел.
- Секретариат министра — 63 чел.
- Канцелярия министерства — 40 чел.
- Второй отдел — 50 чел. (в том числе секретная часть на Спартаковской, 8).
- Хозяйственное управление — 75 чел.
- Управление рабочего снабжения — 45 чел.
- Научно-техническое управление — 70 чел.
- Первый отдел — 12 чел.
- Группа № 1 /Т/ — 3 чел.
- Инспекция при министре — 5 чел.
- Жилищный отдел — 6 чел.
- Управление военно-строительных отрядов

1. Волжское высшее военное строительное командное училище МСМ СССР — в/ч 04201, (Дубна)

- 1-е  Главное управление (горное оборудование; ГУГО);
- 2-е  Главное управление (безопасность, режим и контрразведывательное обеспечение);
- 3-е Главное управление (металлургическое оборудование; ГУМО);
- 4-е Главное управление (химическое оборудование; ГУХО);
- 5-е Главное управление (опытных конструкций; ГУОК — разработка ядерного оружия; на предприятиях этого главка функционировали   три военно-сборочные бригады из состава офицеров 12 ГУ МО СССР);
- 6-е Главное управление (приборостроение; ГУП — производство ядерного оружия; на предприятиях этого главка функционировали четыре военно-сборочные бригады из состава офицеров 12 ГУ МО СССР);
- 7-е Главное управление (оборудование; ГУО);
- 8-е управление (УСУП — совместные уранодобывающие предприятия соцстран);
- 9-е Главное управление (капитальное строительство; ГУКС);
- 10-е Главное строительное  управление (1-е ГСУ; строительство объектов на Урале и Сибири);
- 11-е Главное строительное управление  (2-е ГСУ; строительство в Европейской части и Прибалтике);
- 12-е Главное монтажное управление (Главмонтаж);
- 13-е Главное управление производственных предприятий (ГУПП);
- 14-е  Центральное управление военно-строительных частей (ЦУВСЧ;  в состав  управления входили две военно-строительные бригады, сорок пять военно-строительных полков, семьдесят три военно-строительных отряда, одно военно-техническое училище и другие войсковые части и учреждения, общей численностью 221 921 чел., из них 186 881 военнослужащий и 35 040 рабочих по призыву. Кроме того, в советско-германском акционерном обществе «Висмут» в ГДР и в горном обществе «Кварцит» в Румынии Министерство среднего машиностроения содержало одну инженерно-техническую бригаду и одну техническую роту соответственно, общей численностью 11 561 военнослужащий)
- 15-е Главное Научно-техническое управление (ГНТУ);
- 16-е Главное управление (атомной энергетики; Главатомэнерго);
- 17-е Главное управление (атомное приборостроение; Главатомприбор);
- 18-е Главное управление (ускорителей и термоядерных исследований; ГУУТИ);
- Главное Финансовое управление (ГФУ);
- Управление международной и научно-технической информации (УМНТИ);
- Управление рабочих кадров, труда и заработной платы (УРКТЗ);
- Управление кадров и учебных заведений (УКиУЗ);
- Научно-технический совет (НТС; создан приказом министра  и постановлением ЦК КПСС и СМ СССР  5 июля 1966 года в НТС были включены 14 секций и 6 комиссий);
- Межведомственный технический совет по АЭС (МВТС; координация деятельности АЭС)
- Плановое управление (ПланУпр);
- Транспортное управление (ТрУпр);
- Хозяйственное управление (ХоЗу);
- Бухгалтерское управление;
- Коллегия

## Предприятия, НИИ, КБ
- Радиевый институт имени В. Г. Хлопина;
- Институт атомной энергетики им. И. В. Курчатова;
- Институт теоретической и экспериментальной физики;
- Объединённый институт ядерных исследований;
- Троицкий институт инновационных и термоядерных исследований;
- Физико-энергетический институт;
- Институт физики высоких энергий;
- Институт реакторных материалов;
- Сухумский физико-технический институт;
- Всесоюзный научно-исследовательский институт по эксплуатации атомных электростанций;
- Всесоюзный научно-исследовательский институт автоматики им. Н. Л. Духова;
- Всесоюзный научно-исследовательский институт приборостроения;
- Всесоюзный научно-исследовательский институт минерального сырья им. Н. М. Федоровского;
- Всесоюзный научно-исследовательский институт химической технологии;
- Всесоюзный научно-исследовательский институт физических приборов;
- Всесоюзный научно-исследовательский институт неорганических материалов;
- Всесоюзный научно-исследовательский и проектно-конструкторский институт атомного и энергетического машиностроения;
- Всесоюзный проектный и научно-исследовательский институт комплексной энергетической технологии;
- Всесоюзный научно-исследовательский институт радиационной техники;
- Центральный научно-исследовательский институт химии и механики;
- Центральный научно-исследовательский институт управления, экономики и информации;
- Центральный научно-исследовательский институт технологии машиностроения;
- Свердловский научно-исследовательский институт химического машиностроения;
- Научно-исследовательский физико-химический институт имени Л. Я. Карпова;
- Научно-исследовательский институт измерительных систем им. Ю. Е. Седакова;
- Научно-исследовательский институт импульсной техники;
- Научно-исследовательский и конструкторский институт радиоэлектронной техники;
- Научно-исследовательский институт конструкционных материалов на основе графита;
- Научно-исследовательский технологический институт им. А. П. Александрова;
- Научно-исследовательский институт тепловыделяющих элементов;
- Научно-исследовательский и проектный институт редкометаллической промышленности;
- ОФ НИФХИ имени Л. Я. Карпова;
- Научно-исследовательский и конструкторский институт энерготехники имени Н. А. Доллежаля;
- Научно-исследовательский институт электрофизической аппаратуры имени Д. В. Ефремова;
- Научно-исследовательский институт атомных реакторов;
- Научно-исследовательский и конструкторский институт монтажной технологии;
- ОКБМ имени И. И. Африкантова;
- Рижский научно-исследовательский институт радиоизотопного приборостроения;
- Ведущий проектно-изыскательский и научно-исследовательский институт промышленной технологии;
- Государственный специализированный проектный институт;
- Сибирский проектно-изыскательский институт;
- ГПИНИИ «Оргстройниипроект»;
- ОКБ «Гидропресс»;
- Центрального конструкторского бюро машиностроения;
- Горьковское Опытное конструкторское бюро

— 

- Арзамас-16 — ВНИИЭФ (разработка ядерных боеприпасов, серийное производство ЯО);
- Челябинск-70 — ВНИИТФ (разработка ядерных боеприпасов);
- Златоуст-36 — Приборостроительный завод МСМ СССР (серийное производство ЯО);
- Пенза-19 — Пензенский приборостроительный завод (серийное производство ЯО);
- Свердловск-45 — Комбинат «Электрохимприбор» (серийное производство ЯО);
- Арзамас-16 — Электромеханический завод «Авангард» (серийное производство ЯО);
- Свердловск — Уральский электромеханический завод (серийное производство ЯО);
- Москва — Машиностроительный завод «Молния» (серийное производство ЯО);
- Новосибирск — Производственное объединение «Север» (серийное производство ЯО);
- Нижняя Тура — Машиностроительный завод «Вента» (серийное производство ЯО);
- Челябинск-65 — ПО «Маяк» (производство плутония, трития, и деталей ядерных устройств);
- Томск-7 — Сибирский химический комбинат (производство плутония, высокообогащенного урана, деталей для ядерных устройств);
- Красноярск-26 — Горно-химический комбинат (производство плутония);
- Красноярск-45 — Электрохимический завод (производство высокообогащенного урана);
- Свердловск-44 — Уральский электрохимический комбинат (производство высокообогащенного урана);
- Ангарск — Ангарский электролизный химический комбинат (обогащение урана);
- Жёлтые Воды, Укр.ССР — Восточный горно-обогатительный комбинат (добыча и переработка урановой руды)
- Силламяэ, Эстонская ССР — Сланце-химический завод (СХЗ), (переработка диктианемового сланца с целью получения окислов урана, переработка уранового концентрата)

— 

- Краснокаменск — Приаргунское производственное горно-химическое объединение (добыча урана);
- Навои, Узб.ССР — Навоийский горно-металлургический комбинат (добыча  урана, золота, рения, серебра);
- Кирово-Чепецк — Кирово-Чепецкий химический комбинат (производство по наработке гексафторида урана);
- Чкаловск, Тадж.ССР — Ленинабадский горно-химический комбинат (обогащение урана);
- Актау, Каз.ССР — Прикаспийский горно-металлургический комбинат (добыча урановой руды);
- Актау, Каз.ССР — Мангистауский атомно-энергетический комбинат
- Степногорск, Каз.ССР — Целинный горно-химический комбинат (добыча и переработка урановой руды);
- Кара-Балта, Киргиз.ССР — Киргизский горно-обогатительный комбинат (добыча и переработка урановой руды);
- Лермонтов — Рудоуправление № 10 (добыча и переработка урановой руды);
- Первомайский — Забайкальский горно-обогатительный комбинат (обогащение редких и других руд цветных металлов с выпуском высококачественных концентратов);
- Усть-Каменогорск, Каз.ССР — Ульбинский металлургический завод (производство ядерного топлива);
- Днепродзержинск УССР — Приднепровский химический завод;
- Жёлтые Воды УССР — Приборный завод «Электрон»;
- Красноярск — Красноярский химико-металлургический завод (производство гидроксида лития, источников щелочных металлов натрия, калия, рубидия, цезия);
- Глазов — Чепецкий механический завод (цирконий, уран, кальций, сверхпроводниковая продукция, титан);
- Ковров — Ковровский механический завод (газовые центрифуги для обогащения урана, использующегося затем в качестве ядерного топлива);
- Рыбинск — Волжский машиностроительный завод (трубопроводная арматура, камерное оборудование, сорбционные колонны, теплообменники, ёмкости различного назначения, технологические линии для радиохимических производств, специальное грузоподъёмное оборудование. );
- Электросталь — Машиностроительный завод «Элемаш» (производства реакторного топлива в виде металлического урана);
- Новосибирск — Новосибирский завод химконцентратов (выпуск ядерного топлива для энергетических и исследовательских реакторов);
- Волгодонск — Волгодонский завод тяжёлого машиностроения (энергетические реакторы, энергоблоки для АЭС);
- Владимир — ВПО Точмаш;
- Подольск — Подольский машиностроительный завод (оборудование для хранения отработавшего ядерного топлива, радиовзрыватели и предохранительно-исполнительные механизмы);
- Обнинск — Приборный завод «Сигнал» (производство аппаратуры и оборудования для АЭС, изготовлении приборов и комплексов радиационной, химической разведки и дозиметрического контроля, пожарной сигнализации);
- Москва — Московский завод полиметаллов (разработке и производство органов регулирования, управления и защиты энергетических ядерных реакторов, исследовательских и промышленных реакторов,  реакторных установок судов морского флота и специального назначения);
- Бишкек, КиргизССР — Приборостроительный завод «Физприборы» (производство радиоэлектронного промышленного и нестандартного контрольно-измерительного оборудования);
- Свердловск-44 — Уральский завод газовых центрифуг(изготовление оборудования и запасных частей для разделительного производства);
- Свердловск-44 — Опытный центрифужный завод (разработка и конструирование газовых центрифуг, технологии и оборудования разделения изотопов, газовых смесей);
- Свердловск-44 — Новоуральский приборный завод (разработка приборов технологического контроля, аварийной защиты, АСУ, электроснабжения АЭС)
- Протвино — Опытный завод «Прогресс» (производство низковольтного электротехнического оборудования для объектов атомной энергетики

- Обнинская АЭС
- Белоярская АЭС
- Нововоронежская АЭС
- Ленинградская АЭС
- Игналинская АЭС
- Сибирская АЭС

— 

- Совместное предприятие «Висмут»;
- Советско-Чехословацкая комиссия;
- Советско-Румынское горное общество «Кварцит»;
- Советско-Болгарское горное общество;
- Советско-Польская комиссия «Кузнецкие рудники»;
- Бокситовая экспедиция, впоследствии — предприятие «Боксит», — в Венгрии;
- Советско-Китайская комиссия

— 

- Ангарское управление строительства
- Арзамасское управление строительства
- Дмитровградское управление строительства
- Североуральское управление строительства
- Управления строительства «Сибакадемстрой»
- Степногорское управление строительства
- Управление строительства «Химстрой»
- Управление строительства «Сибхимстрой»
- Приднепровское управление строительства
- Северное управление строительства
- Навоийское управление строительства
- Обнинское управление строительства
- Иртышское управление строительства
- Западное управление строительства
- Северо-Уральское управление строительства
- Южно-Уральское управление строительства
- Средне-Уральское управление строительства
- Пензенское управление строительства
- Прикаспийское управление строительства
- Приаргунское управление строительства
- Чепецкое управление строительства

## Образовательные  учреждения
- Московский инженерно-физический институт
  - Саровский физико-технический институт
  - Снежинский физико-технический институт
  - Балаковский инженерно-технологический институт
  - Новоуральский технологический институт
  - Северский технологический институт
  - Трёхгорный технологический институт
  - Озёрский технологический институт
  - Лесной технологический институт
  - Обнинский институт атомной энергии

- Центральный институт повышения квалификации
  - Московский филиал (центральный аппарат МСМ СССР, НИИ, КБ, проектные институты)
  - Уральский филиал (специальные технологии и промышленная энергетика)
  - Южный филиал (добыча и переработка редких радиоактивных металлов, вопросы экономики и организации управления соответствующими производствами)
  - Сибирский филиал (вопросы управления и экономики монтажно-строительных производств)

- Специальная кафедра ЦИПК МСМ СССР
- Волжское высшее военное строительное командное училище МСМ СССР